# Catolaccus kansensis
Catolaccus kansensis är en stekelart som först beskrevs av Girault 1917.  Catolaccus kansensis ingår i släktet Catolaccus och familjen puppglanssteklar. Inga underarter finns listade.